# 元妃 (ホンタイジ)
元妃（げんひ、1593年 - 1612年）は、清の太宗ホンタイジの1番目の妻。姓はニオフル（鈕祜禄）氏（Niohuru hala）。

## 経歴
父は後金開国の功臣エイドゥ。異母弟にエビルンがいる。
ヌルハチが女真の部族長であった時代に、その息子の一人であるホンタイジに嫁ぎ、正妻となった。男子を1人産んだが、その翌年の1612年（明の万暦40年）、ヌルハチが後金を建てる以前に死去した。
崇徳元年（1636年）、ホンタイジが清の皇帝として即位すると、継妻のジェルジェルが皇后に立てられたが、ニオフル氏は皇后に追封されなかった。

## 男子
- ロボホイ（1611年 - 1617年）

## 伝記資料
- 『満文老檔』
- 『清史稿』